# Zaal der Dienaren
De Zaal der Dienaren is een gebouw uit de Eeuw der Legenden in de boekenserie het Rad des Tijds, geschreven door Robert Jordan. De Zaal der Dienaren was het kloppend hart van de Aes Sedai (toen nog mannelijke en vrouwelijke) zoals dat in de boekenserie de Witte Toren op de eilandstad Tar Valon is.
In de dagen van de Eeuw der Legenden - toen er nog wonderen met de Kracht werden verricht en men niet bang hoefde te zijn voor de smet op Saidin omdat deze niet bestond - was de Zaal der Dienaren gebouwd midden in de wereldhoofdstad Paaran Disen.
De zaal werd geleid door een mannelijke Aes Sedai genaamd Lews Therin Telamon, de Draak.
Toen Mierin Sedai - de latere Lanfir - een nieuwe Ene Kracht had ontdekt die mannen en vrouwen samen konden Geleiden en er een gat in boorde werd de Duistere Shai'tan echter bevrijd.
Deze begon na een snelle achteruitgang van de samenleving met Duistervrienden en legers Trolloks een open oorlog om zijn macht over de wereld uit te strooien. Vele Aes Sedai liepen naar hem over, en de dertien sterkste van hen werden de Verzakers genoemd.
Rond deze tijd was de Zaal der Dienaren niet alleen het middelpunt van de Aes Sedai, maar ook van de verdediging voor de oorlog die het Licht bezat na de snelle opmars van de Schaduw.
In de Oorlog van de Schaduw nam de Zaal der Dienaren, en Paaran Disen, de plaats in als hoofdstad van het Licht. Lews Therin versloeg de Verzaker Ishameal voor de poorten van de stad.
Aan het einde van de oorlog, toen het Licht verliezend was, net voor Lews Therin en de Honderd Gezellen een aanval deden op de Bres in Shayol Ghul, werd Paaran Disen ingenomen door de Verzakers en Trolloks.
Veel burgers werden vermoord en de hele stad werd in vuur en vlam gezet, en dus ook de Zaal der Dienaren.
Na de oorlog verbleven de Aes Sedai er nog enkele jaren voordat ze door het Breken van de Wereld, of de Tijd van Waanzin, gedwongen waren de stad te ontvluchten voor die door krankzinnige mannelijke Aes Sedai werd vernietigd. Er resten tegenwoordig zelfs geen ruïnes meer van de Zaal der Dienaren, en doordat het land zo veranderd is, is de locatie ervan niet meer bekend.